# Chereponi

Chereponi är en ort i nordöstra Ghana, belägen cirka en mil från gränsen till Togo. Den är huvudort för distriktet Chereponi, och folkmängden uppgick till 7 968 invånare vid folkräkningen 2010.